# Nereiphylla fragilis
Nereiphylla fragilis är en ringmaskart. Nereiphylla fragilis ingår i släktet Nereiphylla och familjen Phyllodocidae. Inga underarter finns listade i Catalogue of Life.